# ام‌وی کالاما
ام‌وی کالاما (به انگلیسی: MV Kalama) یک کشتی است که طول آن ۱۱۲ فوت (۳۴٫۱ متر) می‌باشد. این کشتی در سال ۱۹۸۹ ساخته شد.